# Jimmy McCracklin
Jimmy McCracklin (13 de agosto de 1921 - 20 de diciembre de 2012) fue una pianista, cantante y compositor estadounidense. Su estilo comprende géneros como el West Coast blues, Jump blues y el R&B. Durante su dilatada carrera musical, que abarcó siete décadas, McCracklin compuso un millar de canciones y grabó centenares de ellas. Publicó más de 30 álbumes, de los cuales cuatro llegaron a ser certificados Disco de Oro y es considerado uno de los más importantes músicos de la Bahía de San Francisco durante los años posteriores a la Segunda Guerra Mundial.

## Biografía
James David Walker Jr. nació el 13 de agosto de 1921, sin que se sepa exactamente su lugar de nacimiento que podría situarse entre Elaine, Arkansas o San Luis, Misuri. En 1938 se enroló en la Armada de Estados Unidos y posteriormente se instaló en Richmond, California, donde comenzó a tocar en el Club Savoy, propiedad de su cuñada Willie Mae "Granny" Johnson. La banda del club, compuesta por músicos de la Bahía de San Francisco, alternaba sus actuaciones con las de artistas como B. B. King, Charles Brown y L. C. Robinson. En 1963 compuso y grabó el tema "Club Savoy" para su álbum Just Gotta Know.
Publicó su sencillo debut, para Globe Records, "Miss Mattie Left Me", en 1945, seguido de "Street Loafin' Woman" en 1946. McCracklin grabó un buen número de temas para varios sellos de Los Angeles y Oakland, antes de unirse a Modern Records en 1949-1950. Fundó su propia banda llamada Jimmy McCracklin and his Blues Blasters en 1946, con el guitarrista Robert Kelton, más tarde reemplazado por Lafayette Thomas que permaneció en el grupo hasta principios de la década de 1960.
Su popularidad fue creciendo tras su aparición en el programa de televisión de Dick Clark, American Bandstand presentando el sencillo escrito por él mismo "The Walk" (1957), publicado por Checker Records en 1958, que alcanzó el número 5 de la lista Billboard R&B y el número 7 de las listas pop, tras más de diez años publicando discos en pequeños sellos destinados al público afroamericano. Jimmy McCracklin Sings, su primer álbum en solitario, fue publicado en 1962. Ese mismo año publicó también el sencillo "Just Got to Know" para el sello Art-Tone de Oakland, que alcanzó el puesto número 2 de las listas R&B norteamericanas. 
Durante un breve periodo de tiempo a comienzos de los 70, McCracklin ofreció actuaciones de forma periódica en el Continental Club de San Francisco. Actuó junto a artistas como T-Bone Walker, Irma Thomas, Big Joe Turner, Big Mama Thornton y Etta James. En 1967, Otis Redding y Carla Thomas alcanzaron el éxito con el tema "Tramp", compuesto por McCracklin y Lowell Fulson. Salt-n-Pepa realizaron una versión hip-hop en 1987. El álbum Oakland Blues (1968) fue producido y arreglado por McCracklin, y producido por World Pacific. La banda de rock californiana The Blasters se pusieron el nombre inspirado en el de la banda de McCracklin. 
McCracklin continuó actuando y publicando álbumes durante los 80 90. Bob Dylan citó a McCracklin como uno de sus músicos favoritos. Participó en el Festival de Blues de San Francisco en 1973, 1977, 1980, 1981, 1984 y 2007. En 1990 fue galardonado con el premio Pioneer por la Rhythm and Blues Foundation.
Falleció en la localidad de San Pablo, en el Área de la Bahía de San Francisco el 20 de diciembre de 2012, tras una larga enfermedad a los 91 años de edad.

## Discografía seleccionada
| Año  | Título                                 | Género                       | Sello          |
| ---- | -------------------------------------- | ---------------------------- | -------------- |
| 2007 | 1951-1954                              | West Coast blues             | Classics       |
| 2004 | 1948-1951                              | West Coast blues             | Classics       |
| 2003 | 1945-1948                              | West Coast blues             | Classics       |
| 2003 | Jumpin Bay Area 1948-1955              | West Coast blues             | P-Vine Japan   |
| 1999 | Tell It to the Judge!                  | West Coast blues             | Gunsmoke       |
| 1997 | The Walk: Jimmy McCracklin at His Best | West Coast blues, Soul-Blues | Razor & Tie    |
| 1994 | A Taste of the Blues                   | West Coast blues             | Bullseye Blues |
| 1992 | The Mercury Recordings                 | West Coast blues, Soul-Blues | Bear Family    |
| 1991 | Jimmy McCracklin: My Story             | West Coast blues             | Rounder        |
| 1991 | My Story                               | West Coast blues             | Rounder        |
| 1981 | All His Bluesblasters                  | West Coast blues             | Ace            |
| 1978 | Rockin' Man                            | West Coast blues             | Stax           |
| 1972 | Yesterday Is Gone                      | West Coast blues             | Stax           |
| 1971 | High on the Blues                      | West Coast blues             | Stax           |
| 1969 | Stinger Man                            | Soul-Blues                   | Minit          |
| 1968 | Let's Get Together                     | West Coast blues             | Minit          |
| 1966 | New Soul of Jimmy McCracklin           | West Coast blues             | Imperial       |
| 1966 | My Answer                              | West Coast blues             | Imperial       |
| 1965 | Think                                  | West Coast blues             | Imperial       |
| 1965 | Every Night, Every Day                 | West Coast blues             | Imperial       |
| 1963 | My Rockin' Soul                        | West Coast blues             | United         |
| 1963 | I Just Gotta Know                      | West Coast blues             | Imperial       |
| 1962 | Jimmy McCracklin Sings                 | West Coast blues             | Chess          |